# تیراندو
تیراندو یا ضربه ازاد  یکی از انواع ضربات در گیتار است . 

## نحوه اجرا
در اجرای ضربه تیراندو، فشار سر انگشت افزایش می یابد و جهت ضربه به داخل کف دست است . حرکت فعال از بند پایه ی انگشت و جهت ضربه به داخل کف دست ، از اهداف درست ضربه تیراندو است و این ضربه از طریق فاکتور های فوق مورد ارزیابی قرار میگیرد . بهتر است بدانید ضربه تیراندو ( برخلاف ضربه اپویاندو ) به سیم بالایی اش تکیه نمیکند و در واقع از ان عبور می‌کند.